# 동물 공포증

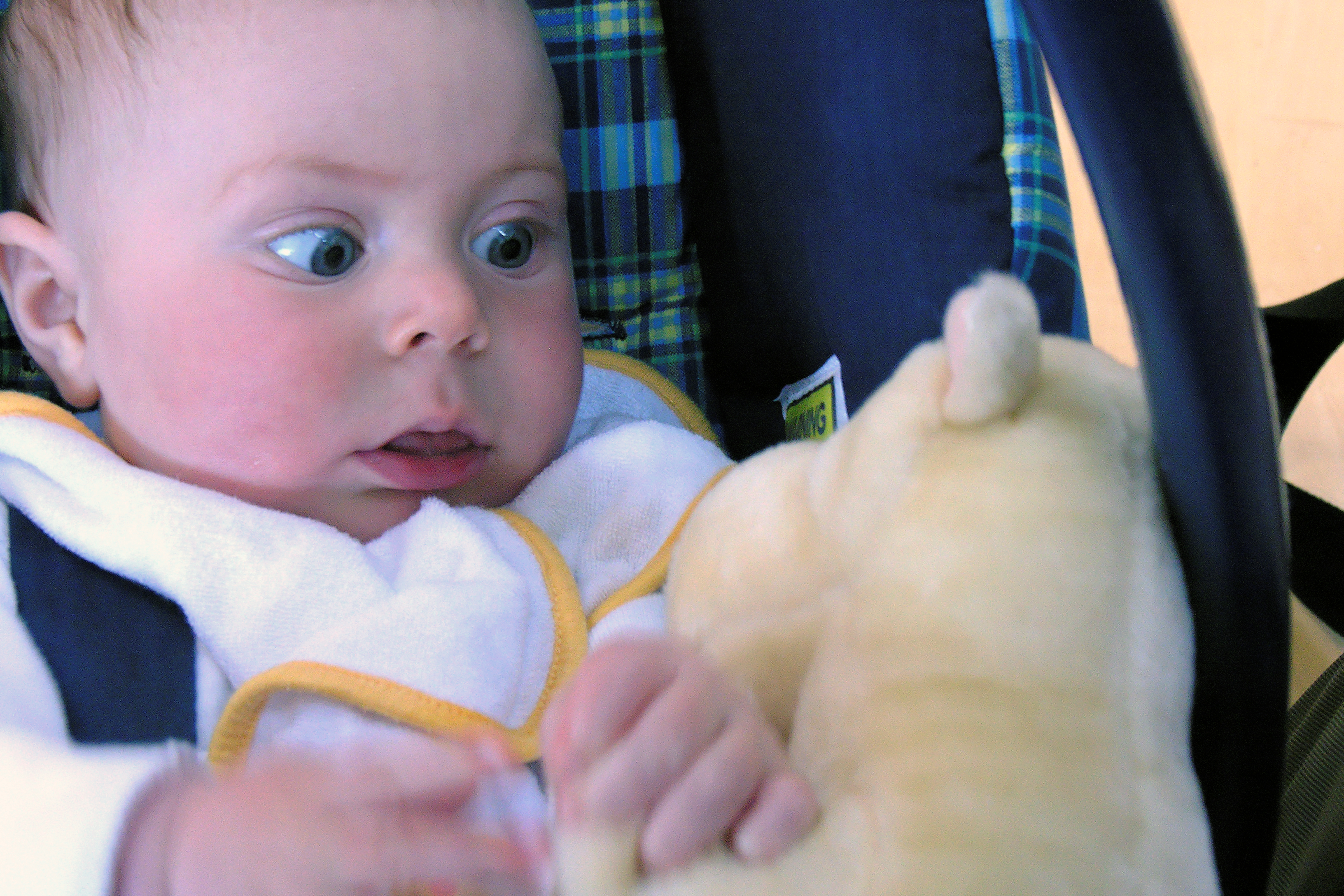

동물공포증(動物恐怖症, Zoophobia, animal phobia)은 동물에 대해 공포심을 갖는 것이다. 이것은 특정 공포증에 속한 공포증 중의 하나이며 동물에 대해 비합리적인 공포심을 갖거나 아니면 사람을 제외한 모든 동물을 싫어하는 것을 말한다. 특정 동물 공포증의 예로는 곤충 공포증이 있는데, 이를테면 벌에 공포심을 느끼는 벌 공포증이 있다. 거미 공포증, 새 공포증, 뱀 공포증 또한 동일하다. 그 외에 개 공포증은 동물 공포증의 하나로 간주된다. 지그문트 프로이트는 동물 공포증이 어린이들 사이에서 가장 자주 일어나는 정신신경증적인 질병들 가운데 하나라고 언급하였다.
여기서 말하는 동물 공포증은 위협을 주는 위험한 동물에 대한 공포증을 말하는 것이 아니다. 개개인의 일상에서 고통을 주거나 기능 장애를 일으킬만한 동물의 공포증을 뜻한다.

## 같이 보기
- 곤충 공포증
- 공포증 목록